# Laccocephalum basilapidoides
Laccocephalum basilapidoides är en svampart som beskrevs av McAlpine & Tepper 1895. Laccocephalum basilapidoides ingår i släktet Laccocephalum och familjen Polyporaceae.   Inga underarter finns listade i Catalogue of Life.